# Clem Burke
Clem Burke, nato Clement Burke (Bayonne, 24 novembre 1954 – 7 aprile 2025), è stato un batterista statunitense, membro della band Blondie.

## Biografia
Reclutato da Chris Stein e Debbie Harry quando formarono per la prima volta i Blondie, Burke rimase nella band per tutta la prima parte della loro carriera e nella riunione verso la fine degli anni novanta.
Durante gli anni ottanta e novanta, quando i Blondie si sciolsero, Burke suonò la batteria per Chequered Past, The Romantics (per i quali Burke fu il batterista ufficiale tra il 1990-1996 e 1997-2004), Pete Townshend, Bob Dylan, Eurythmics, Dramarama, Iggy Pop, Joan Jett e molti altri, ed entrò anche nei Ramones come batterista (sotto il nome Elvis Ramone) per due concerti, il primo il 28 agosto 1987 a Providence, e il secondo il 29 agosto 1987 a Trenton, dopo che Richie Ramone ebbe lasciato improvvisamente la band. Non essendo però il suo stile adatto per il gruppo, egli venne sostituito da Marky Ramone.
L'8 ottobre del 2004 suonò con Tommy Ramone, C.J. Ramone e Daniel Rey nel concerto "Ramones Beat Down On Cancer". Suonò di nuovo sotto il nome "Elvis Ramone".
Nel 2004 e 2005 fece un tour con Nancy Sinatra.